# MIM-46 Mauler

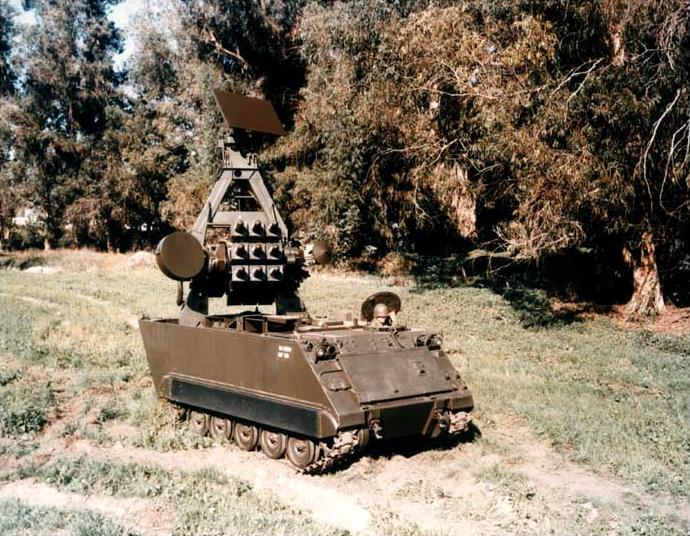
MIM-46 Mauler

Il Mauler era un missile superficie aria tattico, il primo ad essere sviluppato dagli USA. Esso era un'arma facente parte di un sistema missilistico semovente antiaereo molto moderno, cingolato, con radar di tiro e 9 missili in file di 3 a corto raggio Mauler. Una versione venne sviluppata anche per la Marina USA. 
O meglio, si cercò di svilupparla, perché i problemi furono tali e tanti che nel 1965 venne terminato il programma, per l'epoca avanzatissimo (paragonabile al Rapier cingolato di 15 anni dopo), per la manifesta incapacità di raggiungere gli obiettivi previsti in termini di affidabilità ed efficienza. Gli USA si ritrovarono costretti allora a rivolgersi ad altre armi, con il Sea Sparrow per la Marina (versione superficie aria dello Sparrow) e i Chaparral per l'esercito (versione SAM del Sidewinder). Il primo era una buona scelta, nell'insieme, il secondo non ha mai totalmente convinto anche se aggiornato in molte componenti. L'Esercito USA ha speso poi un miliardo di dollari per il programma Roland su scafo M109, giusto per metterne in linea 30 lanciatori e 500 missili, e ha speso altro denaro per il missile ADATS antiaereo-anticarro, che sebbene prescelto negli anni '80 non è mai entrato in servizio. Alla fine si è deciso che non c'era bisogno di armi SAM a corto raggio e si è radiato anche il Chaparral (inizio anni '90), ponendo fine alla parabola infelice dei missili SAM a corto raggio dell'US Army.